# شينسوكي شيأوتاني
شينْسوكي شيأُوتاني (باليابانية: 塩谷 伸介) (11 مايو 1970 في أوساكا في اليابان – )؛ هو لاعب كرة قدم ياباني سابق كان يلعب كمدافع.

## وصلات خارجية
- شينسوكي شيأوتاني على موقع رابطة كرة القدم اليابانية للمحترفين (اليابانية)
- شينسوكي شيأوتاني على موقع عالم كرة القدم.نت (الإنجليزية)